# يوحنا الرحيم
يوحنا الرحيم (باليونانية: Ἰωάννης ὁ Ἐλεήμων)‏، المعروف أيضًا باسم القديس يوحنا المسجفر، ويوحنا المونير، ويوحنا الخامس من الإسكندرية كان بطريرك الإسكندرية الخلقيدوني في أوائل القرن السابع (من 606 إلى 616) وقديسًا مسيحيًا. وهو شفيع مدينة كاسارانو بإيطاليا وليماسول في قبرص.

## نشأته
وُلِد يوحنّا الرحيم، في أماثوس (إحدى مدن قبرص القديمة). وهو ابن أبيفانيوس، حاكم قبرص، وكان ابن عائلة «نبيلة». في البدء تزوّج وأنجب الأطفال، ولكن بعد وفاة زوجته وأطفاله، انضمّ إلى صفوف الإكليروس (رجال الدين).

## بطريركاً للإسكندرية

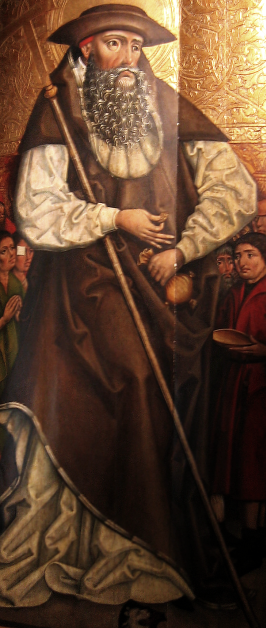
يوحنا الرحوم، في النصف الثاني من القرن الخامس عشر ، متحف وارسو الوطني

بعد وفاة البطريرك ثيودور / تواضروس باللفظ المصريّ، طلب أهل الإسكندريّة من الإمبراطور فوكاس أن يعيّن يوحنّا خليفةً له، الأمر الذي تمّ. كانت إحدى أولى الخطوات التي اتخذها هي إعداد قائمة لعدة آلاف من المحتاجين، الذين تولى رعايتهم الخاصة، دون أن ينظر إلى أيّ المذاهب ينتمون (أتباع كنيسة الروم الأرثوذكس أم كنيسة الأقباط الأرثوذكس بالمصطلحيَن المعاصريَن). كان يشير دائمًا إلى الفقراء على أنهم «أسيادُه»، لما لهم من تأثير عظيم في «بلاط العليّ». مدّ يد العون لكلّ محتاج من أيّ فئة من فئات المجتمع كان.
كان مصلحًا هاجم ما يعرف بالسمعانيّة السمونية، وحارب البدع عبر تحسين التعليم الدينيّ. كما وضع حد للفساد بين المسؤولين الكنسيّين. زاد في أيّامه عدد الكنائس في الإسكندرية من سبع إلى سبعين.
كان فضل البطريرك حنّا الرحوم (يحيى الرحوم) وما جعله يُلَقَّب بالرحوم عطفه على الفقراء دون النظر في مذهبهم، فهو تصدّق عليهم كلّهم أكانوا من أتباع مذهبه أو كنيسته التي تعرف اليوم بكنيسة الروم الأرثوذكس (اليونان ذوو الإيمان القويم) أو أتباع الكنيسة القبطيّة القبطيّة الأرثوذكسيّة المخالفة لها. على عكس المقوقز (القوزازيّ) الذي قتل بوحشيّةٍ مريعة آلاف الذين خالفوه في المذهب (أبناء الكنيسة القبطيّة الأرثوذكسيّة بالمصطلح المعاصر أي الكنيسة المصريّة ذي الإيمان القويم)، وهو من أتباع كنيسة الروم الأرثوذكس.